# Каллевей (Небраска)
Каллевей (англ. Callaway) — селище (англ. village) в США, в окрузі Кастер штату Небраска. Населення — 563 особи (2020).

## Географія
Каллевей розташований за координатами 41°17′29″ пн. ш. 99°55′13″ зх. д. / 41.29139° пн. ш. 99.92028° зх. д. (41.291446, -99.920312).  За даними Бюро перепису населення США в 2010 році селище мало площу 1,81 км², уся площа — суходіл.

## Демографія
Згідно з переписом 2010 року, у селищі мешкало 539 осіб у 247 домогосподарствах у складі 153 родин. Густота населення становила 298 осіб/км².  Було 295 помешкань (163/км²).
Расовий склад населення:
| - 98,3 % — білих - 0,4 % — азіатів - 0,2 % — корінних американців |

До двох чи більше рас належало 1,1 %. Частка іспаномовних становила 1,5 % від усіх жителів.
За віковим діапазоном населення розподілялося таким чином: 22,1 % — особи молодші 18 років, 49,7 % — особи у віці 18—64 років, 28,2 % — особи у віці 65 років та старші. Медіана віку мешканця становила 47,8 року. На 100 осіб жіночої статі у селищі припадало 83,3 чоловіків;  на 100 жінок у віці від 18 років та старших — 88,3 чоловіків також старших 18 років.
Середній дохід на одне домашнє господарство  становив 46 996 доларів США (медіана — 43 077), а середній дохід на одну сім'ю — 57 294 долари (медіана — 50 625). Медіана доходів становила 45 313 долари для чоловіків та 33 125 доларів для жінок. За межею бідності перебувало 17,1 % осіб, у тому числі 26,4 % дітей у віці до 18 років та 10,4 % осіб у віці 65 років та старших.
Цивільне працевлаштоване населення становило 248 осіб. Основні галузі зайнятості: освіта, охорона здоров'я та соціальна допомога — 38,7 %, сільське господарство, лісництво, риболовля — 12,1 %, роздрібна торгівля — 10,5 %, будівництво — 10,5 %.